# Baccalauréat
Baccalauréat, conhecido na linguagem coloquial francesa como le bac (antigamente, le bachôt), é uma qualificação acadêmica que franceses e estudantes internacionais, ao final do liceu (ensino secundário), obtêm para ingressar à educação superior.
Foi criado por Napoleão Bonaparte, em decreto de 17 de março de 1808.
É o equivalente ao advanced level no Reino Unido, ao Bachillerato na Espanha, ao Abitur na Alemanha e ao ENEM no Brasil.

## Etimologia
A palavra baccalauréat, em  francês, deriva do latim medieval baccalaureatus, provavelmente um cruzamento entre bacchalariatus, "grau inferior no coro dos cônegos" e baccalaureus, este último,  alteração de baccalare  que, em francês, ca. 1100, deu bacheler, 'jovem que aspirava a se tornar cavaleiro' e, por extensão, no início do século XIII,  'jovem nobre' e depois, por alteração do sufixo, bachelier). Parece que foi nas universidades que se operou a alteração jocosa - e sem dúvida também distintiva, em uma época na qual muitas vezes se opunham o clero e a cavalaria - de baccalarius para baccalaureus, sob a influência de laureare, 'coroar de louros'. A forma baccalaureus, por atração de bacca laurea foi proposta pela primeira vez, ao que parece, por Andrea Alciato, jurista italiano, falecido em 1550.
A coroa de louros era, na antiguidade, um símbolo de êxito e vitória. Vários imperadores romanos a utilizaram com essa finalidade. Arbusto consagrado por Apolo, o loureiro é símbolo de coragem, genialidade e sensatez. Por isso, suas folhas e ramos coroavam os heróis.
Uma outra hipótes sugere que palavra baccalaureus possa ter sido uma tradução defeituosa para o latim da expressão árabe bihaqq al-riwaya, que significa o direito à transmissão de uma ciência. De fato, na Idade Média, muitas palavras árabes foram mal transcritas para o latim e para outras línguas europeias. A palavra latina bacca significa bago (de fruta) e a palavra arábe baqqa é traduzida como buquê. Assim,  baccalaureat, em francês, bem como sua tradução para o português, 'bacharel', pode significar a coroa ou o buquê de flores conferido àquele que atinge uma determinada fase do aprendizado.[carece de fontes?]
A palavra baccalauréat, na França de Napoleão Bonaparte, designava um exame reservado apenas aos filhos homens da burguesia e da nobreza da época.

## Formato
Atualmente, os examens podem ser prestados em 3 áreas específicas:
- Scientifique - Para exatas e saúde
- Sciences économiques et sociales - Para humanas
- Littéraire - Para literatura

### Série scientifique
- Antecipada
  - Língua Francesa (escrita)
  - Língua Francesa (oral)
  - História e geografia (escrita) (desde 2011)
- Terminale
  - Matemática (escrita)
  - Física e química (escrita e laboratório)
  - Ciências da vida (escrita e laboratório)
  - Ciências de engenharia (escrita e laboratório)
  - Biologia e ecologia (escrita e laboratório)
  - Primeira língua estrangeira (escrita)
  - Segunda ou língua estrangeira regional (escrita)
  - Filosofia (escrito)
  - Educação física